# حباريات قاعية
حباريات قاعية (الاسم العلمي Oegopsida)، رتبة من الرخويات رأسيات القدم وهي إحدى رتبة الحبار الثنتان وكانت تنصف سابًقا تحت رتبة. تضم 24 فصيلة و69 جنسًا.